# Cerovljani
Cerovljani är ett samhälle i Bosnien och Hercegovina.   Det ligger i entiteten Republika Srpska, i den nordvästra delen av landet, 160 km nordväst om huvudstaden Sarajevo. Cerovljani ligger 121 meter över havet och antalet invånare är 422.
Terrängen runt Cerovljani är platt.Närmaste större samhälle är Bosanska Gradiška, 11,2 km norr om Cerovljani. 
Omgivningarna runt Cerovljani är en mosaik av jordbruksmark och naturlig växtlighet. Runt Cerovljani är det ganska tätbefolkat, med 67 invånare per kvadratkilometer.